# Seznam ruských kosmických startů 2017

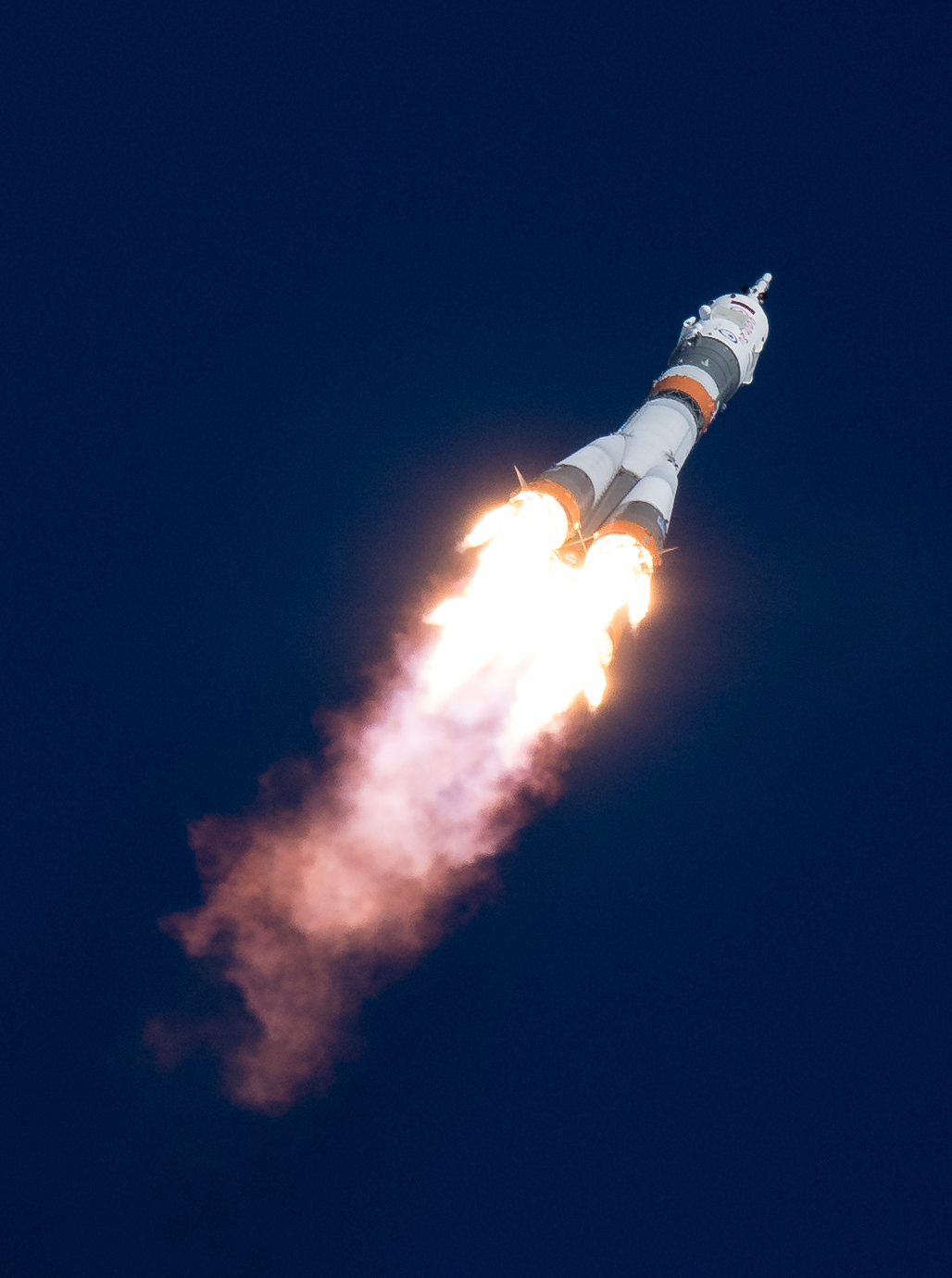
Start rakety Sojuz-FG s kosmickou lodí Sojuz MS-07

Toto je seznam provedených ruských kosmických startů roku 2017.
V seznamu jsou uvedeny starty všech ruských nosných raket.
Hlavním provozovatelem startů je Roskosmos, který zajišťuje dopravu kosmických lodí k Mezinárodní vesmírné stanici.
Vypouštění vojenských satelitů zajišťuji Strategické raketové síly Ruské federace.
Mezi komerční poskytovatele kosmických letů patří Eurockot, který využívá nosiče Rokot pro vynášení satelitů na nízkou oběžnou dráhu Země, dále americko-ruský podnik ILS nabízející komerční lety s raketami Proton.
Francouzská společnost Arianespace používá rakety Sojuz 2 k vynášení komerčních nákladů z kosmodromu v Kourou ve Francouzské Guyaně.

## Starty raket
| 2016 ← 2017 → 2018       | 2016 ← 2017 → 2018                  | 2016 ← 2017 → 2018 | 2016 ← 2017 → 2018 | 2016 ← 2017 → 2018         | 2016 ← 2017 → 2018 |
| Datum a čas startu (UTC) | Nosič / horní stupeň                | Kosmodrom a rampa  | Zákazník           | Náklad                     | Výsledek           |
| ------------------------ | ----------------------------------- | ------------------ | ------------------ | -------------------------- | ------------------ |
| 28. ledna 01:03          | Sojuz ST-B / Fregat-MT              | Kourou ELS         | Hispasat           | Hispasat AG-1              | Úspěch             |
| 22. února 05:58          | Sojuz-U                             | Bajkonur 1/5       | Roskosmos          | Progress MS-05             | Úspěch             |
| 22. února 05:58          | Poslední let rakety Sojuz-U.        |                    |                    |                            |                    |
| 20. dubna 07:13          | Sojuz-FG                            | Bajkonur 1/5       | Roskosmos          | Sojuz MS-04                | Úspěch             |
| 20. dubna 07:13          | Pilotovaný let se dvěma kosmonauty. |                    |                    |                            |                    |
| 18. května 11:54         | Sojuz ST-A / Fregat-MT              | Kourou ELS         | SES S.A.           | SES-15                     | Úspěch             |
| 25. května 06:33         | Sojuz 2.1b / Fregat-M               | Pleseck 43/4       | VKS                | CEN-2                      | Úspěch             |
| 8. června 03:45          | Proton-M / Briz-M                   | Bajkonur 81/24     | EchoStar           | EchoStar 21                | Úspěch             |
| 14. června 09:20         | Sojuz 2.1a                          | Bajkonur 31/6      | Roskosmos          | Progress MS-06             | Úspěch             |
| 23. června 18:04         | Sojuz 2.1v / Volga                  | Pleseck 43/4       | VKS                | Kosmos                     | Úspěch             |
| 14. července 06:36       | Sojuz 2.1a / Fregat                 | Bajkonur 31/6      | Roskosmos          | Kanopus-V                  | Úspěch             |
| 28. července 15:41       | Sojuz-FG                            | Bajkonur 1/5       | Roskosmos          | Sojuz MS-05                | Úspěch             |
| 28. července 15:41       | Pilotovaný let se třemi kosmonauty. |                    |                    |                            |                    |
| 16. srpna 22:07          | Proton-M / Briz-M                   | Bajkonur 81/24     | VKS                | Blagovest-1 #11L           | Úspěch             |
| 11. září 19:23           | Proton-M / Briz-M                   | Bajkonur 200/39    | Hispasat           | Amazonas 5                 | Úspěch             |
| 12. září 21:17           | Sojuz-FG                            | Bajkonur 1/5       | Roskosmos          | Sojuz MS-06                | Úspěch             |
| 12. září 21:17           | Pilotovaný let se třemi kosmonauty. |                    |                    |                            |                    |
| 22. září 00:02           | Sojuz 2.1b / Fregat-M               | Pleseck 43/4       | VKS                | Glonass-M                  | Úspěch             |
| 28. září 18:52           | Proton-M / Briz-M                   | Bajkonur 200/39    | AsiaSat            | AsiaSat-9                  | Úspěch             |
| 13. října 09:27          | Rokot / Briz-KM                     | Pleseck 133/3      | ESA                | Sentinel 5P                | Úspěch             |
| 14. října 08:46          | Sojuz 2.1a                          | Bajkonur 31/6      | Roskosmos          | Progress MS-07             | Úspěch             |
| 28. listopadu 05:41      | Sojuz 2.1b / Fregat                 | Vostočnyj 1S       | Roskosmos          | Meteor-M 2.1               | Selhání            |
| 28. listopadu 05:41      | Selhání horního stupně Fregat.      |                    |                    |                            |                    |
| 2. prosince 10:43        | Sojuz 2.1b                          | Pleseck 43/4       | VKS                | Kosmos 2524 (14F145 Lotus) | Úspěch             |
| 17. prosince 07:21       | Sojuz-FG                            | Bajkonur 1/5       | Roskosmos          | Sojuz MS-07                | Úspěch             |
| 17. prosince 07:21       | Pilotovaný let se třemi kosmonauty. |                    |                    |                            |                    |
| 26. prosince 19:00       | Zenit-3F / Fregat-SB                | Bajkonur 45/1      | AngoSat            | AngoSat                    | Úspěch             |